# Sèpal
Un sèpal és cadascuna de les peces que formen el calze de les flors. Forma part de la flor de les angiospermes (plantes amb flors). Normalment de color verd, els sèpals solen funcionar com a protecció per a la flor en brot, i sovint com a suport per als pètals quan estan en flor.

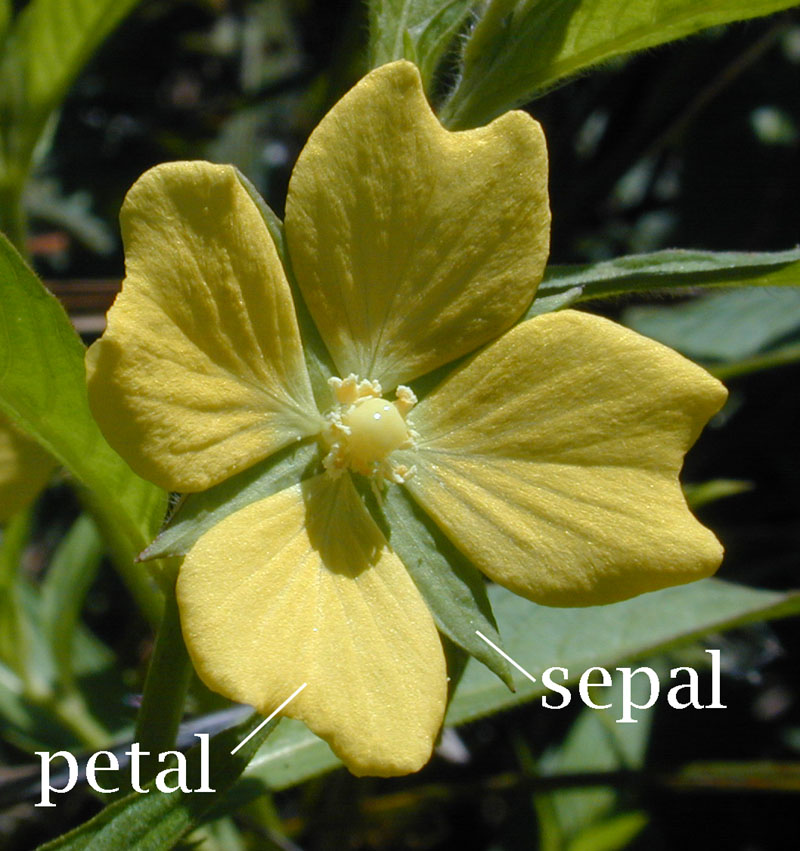
Flor de Ludwigia mostrant els pètals i els sèpals.

## Etimologia
El terme sèpal va ser encunyat per Noël Martin Joseph de Necker el 1790, i va derivar del grec antic σκέπη (sképē) 'cobriment'.
Col·lectivament, els sèpals s'anomenen calze l'espiral més extern de les parts que formen una flor. La paraula calze es va adoptar del llatí calix, no s'ha de confondre amb calix 'tassa, copa'. El calze llatí deriva del grec κάλυξ kalyx 'brot, calze, closca, embolcall' (cf. sànscrit kalika 'cagell'), mentre que calix deriva del grec κύλιξ kylix 'tassa, copa'; ambdues paraules s'han utilitzat indistintament en llatí botànic.

## Descripció
El terme tèpal s'aplica generalment quan les parts del periant són difícils de distingir, els pètals i els sèpals comparteixen el mateix color o els pètals estan absents i els sèpals són acolorits. Quan els tèpals indiferenciats s'assemblen als pètals, se'ls denomina "petaloides", com en els monocots petaloides, ordres de monocotiledones amb tèpals de colors brillants. Com que inclouen Liliales, un nom alternatiu és lilioide monocots. Exemples de plantes en què el terme tèpal és adequat inclouen gèneres com ara Aloe i Tulipa.
El nombre de sèpals d'una flor és la seva merositat. La merositat de les flors és indicativa de la classificació d'una planta. La merositat d'una flor d'eudicot sol ser de quatre o cinc. La merositat d'una flor de monocotiledónea o paleodicotida és tres, o múltiple de tres.
El desenvolupament i la forma dels sèpals varien considerablement entre les plantes amb flors. Poden ser lliures (polisèpals) o fusionats entre ells (gamosepals). Sovint, els sèpals són molt reduïts, apareixent una mica com una bandeja, o com a escates, dents o crestes. Molt sovint aquestes estructures sobresurten fins que la fruita madura i cau.
Entre les herbes es troben exemples de flors amb periants molt reduïts.
En algunes flors, els sèpals es fusionen cap a la base, formant un tub de calze (com a la família Lythraceae, i Fabaceae). En altres flors (per exemple, Rosaceae, Myrtaceae) un hipant inclou les bases dels sèpals, els pètals i els punts d'unió dels estams.
Els senyals mecànics poden ser responsables del creixement dels sèpals i hi ha una forta evidència que suggereix que els microtúbuls estan presents i determinen la resistència a la tracció i la direcció del creixement a nivell molecular.

## Funció
De la mateixa manera que les fulles ordinàries, els sèpals són capaços de realitzar la fotosíntesi. Tanmateix, la fotosíntesi en els sèpals es produeix a un ritme més lent que en les fulles ordinàries a causa dels sèpals que tenen una densitat estomàtica més baixa que limita els espais per a l'intercanvi de gasos.
Els sèpals del calze poden estar lliures o bé soldats. En el primer cas diem que la flor és dialisèpala i en el segon gamosèpala (o sinsèpala). Els sèpals solen ser de forma i estructura foliàcia. És senzill veure que hi ha un pas morfològic gradual de bràctees a sèpals en algunes (ranunculàcies i magnoliàcies). En la poncella solen estar encavalcats.
Existeix una varietat considerable en la forma dels sèpals entre les plantes. Sovint els sèpals són molt reduïts, apareixent com a espigues, dents o crestes. Exemples de flors amb periants molt reduïts poden trobar-se entre les herbes. En algunes flors, els sèpals estan reduïts fins a la base, formant un tub del calze. Aquest tub floral pot incloure els pètals i el punt d'adherència dels estams. De vegades, entre els sèpals sorgeixen peces del verticil immediat (fulles, estams o d'altres) i aquestes peces s'anomenen alternisèpales.